# Dekanat Olsztyn (archidiecezja częstochowska)
Dekanat Olsztyn – jeden z 36 dekanatów archidiecezji częstochowskiej. Znajduje się w regionie częstochowskim. Składa się z 7 parafii.

## Lista parafii
| Lp | Miejscowość / parafia                              | Proboszcz / administrator | Kościół                                                                | Zdjęcie |
| -- | -------------------------------------------------- | ------------------------- | ---------------------------------------------------------------------- | ------- |
| 1. | Dąbrowa Zielona Parafia św. Jakuba Apostoła        | ks. Honorat Nowak         | Kościół św. Jakuba Apostoła w Dąbrowie Zielonej                        |         |
| 2. | Mokrzesz Parafia św. Maksymiliana Marii Kolbego    | ks. Krzysztof Nowak       | Kościół św. Maksymiliana Marii Kolbego w Mokrzeszu                     |         |
| 3. | Olsztyn Parafia św. Jana Chrzciciela               | ks. Tomasz Gil            | Kościół św. Jana Chrzciciela w Olsztynie                               |         |
| 4. | Przyrów Parafia św. Doroty                         | ks. Antoni Kaczmarek      | Kościół Najświętszej Maryi Panny Szkaplerznej i św. Doroty w Przyrowie |         |
| 5. | Sygontka Parafia Świętych Apostołów Piotra i Pawła | ks. Artur Jan Bedkowski   | Kościół Świętych Apostołów Piotra i Pawła w Sygontce                   |         |
| 6. | Zrębice Parafia św. Idziego Opata                  | ks. Włodzimierz Białek    | Kościół św. Idziego w Zrębicach                                        |         |
| 7. | Żuraw Parafia św. Bartłomieja Apostoła             | ks. Andrzej Kańka         | Kościół św. Bartłomieja Apostoła w Żurawiu                             |         |